# Centro Federal de Educação Tecnológica de Minas Gerais
Het Centro Federal de Educação Tecnológica de Minas Gerais (Cefet-MG), het "Federale Centrum voor Technologische Opvoeding van Minas Gerais", is een universiteit in Minas Gerais (Brazilië). De universiteit werd opgericht op 23 september 1909 onder de naam Scola de Aprendizes Artífices de Minas Gerais.